# ملعب بشكتاش
ملعب بشكتاش (بالتركية: Beşiktaş Stadyumu)‏ أو ملعب توبراش لأسباب الرعاية (بالتركية: Tüpraş Stadyumu)‏ هو ملعب كرة قدم متعدد الأغراض يقع في بشكطاش، إسطنبول، تركيا، يتسع لجلوس 41,903 متفرج. تم وضع حجر الأساس للملعب في 2013. بدأ بناؤه في أكتوبر 2013 وافتتح في 10 أبريل 2016.

## روابط خارجية
- الموقع الرسمي